# Always Never the Same
Always Never the Same es el decimotercer álbum de estudio de la banda estadounidense de rock progresivo Kansas y fue publicado por la compañía discográfica River North Records en 1998.
Antes de la grabación de este disco se integró al grupo el violinista Robby Steinhardt y con ello fueron cuatro de los seis miembros originales de la banda —Walsh, Steinhardt, Williams y Ehart— los que participaron en este álbum.
Fue grabado en los Estudios Abbey Road, en Londres, Reino Unido de 1997 a 1998. Always Never the Same contiene varias versiones de la banda que se encuentran en álbumes anteriores, además de nuevo material que contó con la colaboración de la Orquesta Sinfónica de Londres.
La canción «Eleanor Rigby» es originalmente de la banda británica de rock The Beatles y se encuentra en el álbum Revolver de 1966.  Fue compuesta por John Lennon y Paul McCartney.

## Lista de canciones
| Side one |                           |                              |          |  |
| N.º      | Título                    | Escritor(es)                 | Duración |  |
| 1.       | «Eleanor Rigby»           | John Lennon / Paul McCartney | 3:22     |  |
| 2.       | «Dust in the Wind»        | Kerry Livgren                | 4:01     |  |
| 3.       | «Preamble»                | Larry Baird                  | 3:25     |  |
| 4.       | «Song for America»        | Kerry Livgren                | 9:15     |  |
| 5.       | «In Your Eyes»            | Steve Walsh                  | 4:30     |  |
| 6.       | «Miracles Out of Nowhere» | Kerry Livgren                | 6:27     |  |
| 7.       | «Hold On»                 | Kerry Livgren                | 4:18     |  |
| 8.       | «The Sky of Falling»      | Steve Walsh                  | 7:50     |  |
| 9.       | «Cheyenne Anthem»         | Kerry Livgren                | 7:29     |  |
| 10.      | «Prelude & Introduction»  | Kansas / Baird               | 4:53     |  |
| 11.      | «The Wall»                | Walsh / Livgren              | 5:29     |  |
| 12.      | «Need to Know»            | Steve Walsh                  | 4:02     |  |
| 13.      | «Nobody's Home»           | Walsh / Livgren              | 6:04     |  |

## Créditos

### Kansas
- Steve Walsh — voz principal y teclados
- Robby Steinhardt — voz y violín
- Rich Williams — guitarra
- Billy Greer — bajo y coros
- Phil Ehart — batería y coros

### Músicos adicionales
- Larry Baird — director de orquesta
- Orquesta Sinfónica de Londres
- James Majors — batería
- Jim Roberts — percusiones
- Larry Stock — batería

### Producción
- Phil Ehart — productor
- Rich Williams — productor
- Trammell Starks — productor y edición digital
- James Majors — ingeniero de sonido y edición digital
- Jim Zumpano — ingeniero de sonido y mezclador
- Peter Cobbin — ingeniero de sonido
- Russ Fowler — ingeniero de sonido
- Jim Zumpano — ingeniero de sonido y mezclador
- Jeff Glixman — mezclador
- Greg Calbi — masterización
- Brian Jobson — edición digital
- Larry Baird — arreglista
- Michael Allen — copista musical
- Pennie Moore — diseño y trabajo artístico
- Conni Treantafales — diseño y trabajo artístico
- Marty Griffin — fotógrafo